# FISH (Protokoll)
| Anwendung  | FISH            | FISH            | FISH            | FISH            | FISH            |
| Anwendung  | SSH             | SSH             | RSH             | RSH             | …               |
| Transport  | TCP             | TCP             | TCP             | TCP             | TCP             |
| Internet   | IP (IPv4, IPv6) | IP (IPv4, IPv6) | IP (IPv4, IPv6) | IP (IPv4, IPv6) | IP (IPv4, IPv6) |
| Netzzugang | Ethernet        | Token Bus       | Token Ring      | FDDI            | …               |

Das FIles transferred over SHell protocol ist
ein Protokoll, das SSH oder RSH benutzt, um Dateiaustausch und -management zwischen Computern zu ermöglichen.
Auf der Server-Seite werden lediglich eine SSH- oder RSH-Implementierung, eine Shell und einige Standardwerkzeuge wie ls, cat oder dd benötigt. Als Option kann ein spezielles FISH-Serverprogramm die FISH-Kommandos anstelle der Shell ausführen und sie so beschleunigen.
Das Protokoll wurde im Jahre 1998 von Pavel Machek für den Midnight Commander entworfen.

## Implementierungen
- Midnight Commander
- far2l[1]
- Lftp
- KDE kio (fish://) (mit konqueror, Krusader or Dolphin)